# Yanggakdostadion
Het Yanggakdostadion (Koreaans: 양각도경기장, Yanggakdo Kyŏnggijang) is een stadion op het eiland Yanggak in de Noord-Koreaanse hoofdstad Pyongyang. Het stadion beschikt over een voetbalveld en een atletiekbaan. Daarnaast zijn er in het Yanggakdostadion ruimtes voor boksen, worstelen, judo en zwemmen. Buiten het stadion bevinden zich nog enkele voetbal- en tennisvelden. Het in 1989 geopende stadion is de thuisbasis van 25 april Sports Club en Amrokgang Sports Club. In het stadion worden naast wedstrijden van het Noord-Koreaans voetbalkampioenschap ook voetbalinterlands van het Noord-Koreaanse voetbalteam gespeeld.
In juni 2013 werd het Yanggakdostadion bezocht door Noord-Koreaans premier Pak Pong-ju.

## Interlands
| №  | Datum            | Wedstrijd                  | Uitslag | Competitie                        | Toeschouwers |
| -- | ---------------- | -------------------------- | ------- | --------------------------------- | ------------ |
| 1. | 8 september 2004 | Noord-Korea – Thailand     | 4 – 1   | Kwalificatie voor het WK van 2006 | 20.000       |
| 2. | 13 oktober 2004  | Noord-Korea – Jemen        | 2 – 1   | Kwalificatie voor het WK van 2006 | 15.000       |
| 3. | 14 juni 2008     | Noord-Korea – Jordanië     | 2 – 0   | Kwalificatie voor het WK van 2010 | 28.000       |
| 4. | 6 juni 2009      | Noord-Korea – Iran         | 0 – 0   | Kwalificatie voor het WK van 2010 | 30.000       |
| 5. | 6 september 2011 | Noord-Korea – Tadzjikistan | 1 – 0   | Kwalificatie voor het WK van 2014 | 28.000       |
| 6. | 11 oktober 2011  | Noord-Korea – Oezbekistan  | 0 – 1   | Kwalificatie voor het WK van 2014 | 29.000       |